# ГАЗ-3106
ГАЗ-3106 — опытный образец внедорожника производства Горьковского автомобильного завода.
Является продолжением несостоявшегося проекта ГАЗ-2308 Атаман. Впервые продемонстрирован в 2003 году. Через год был модернизирован и подготовлен к производству, однако в серию так и не пошёл. Розничная цена автомобиля планировалась на уровне УАЗ Патриот.

## Конструкция
Привод постоянный полный, с блокируемым межосевым дифференциалом и понижающей передачей. Была разработана и использована новая раздаточная коробка с многорядной пластинчатой цепью Морзе. Тормоза передние вентилируемые дисковые, задние барабанные. К установке предполагались системы АБС, ПБС, опционально — электролебёдка.

## Технические данные
Кузов
- Тип кузова: универсальный
- Количество дверей: 5
- Количество мест: 5
- Клиренс (мм): 200

Двигатель
- Двигатель: ЗМЗ-40522.10
- Объём двигателя (куб.см): 2464
- Клапанов на цилиндр: 4
- Мощность л.с. (при об./мин.): 155
- Мощность (об./мин): 5200
- Крутящий момент (Нм): 211
- Крутящий момент (об./мин): 4000
- Максимальная скорость (км/ч): 155

Привод
- Колёсная формула: 4 × 4

Коробка передач
- Кол-во ступеней: 5

Габариты
- Колёсная база (мм): 2670
- Колея колёс спереди (мм): 1620
- Колея колёс сзади (мм): 1620
- Длина (мм): 4570
- Ширина (мм): 1960
- Высота (мм): 1880

## ГАЗ-3106 2.7, технические данные
Кузов
- Тип кузова: универсал
- Количество дверей: 5
- Количество мест: 7
- Клиренс (мм): 215

Двигатель
- Объём двигателя (куб.см): 2670
- Клапанов на цилиндр: 4
- Крутящий момент (Нм): 260
- Максимальная скорость (км/ч): 150

Привод
- Колёсная формула: 4 × 4

Коробка передач
- Кол-во ступеней: 5

Габариты
- Колёсная база (мм): 2820
- Колея колёс спереди (мм): 1560
- Колея колёс сзади (мм): 1560
- Длина (мм): 4690
- Ширина (мм): 1860
- Высота (мм): 1850